# Wybory prezydenckie w Stanach Zjednoczonych w Kalifornii w 1996 roku
Wybory prezydenckie w Stanach Zjednoczonych w Kalifornii w 1996 roku – odbyły się 5 listopada 1996 jako część 53. wyborów prezydenckich, w których wzięło udział wszystkie 50 stanów oraz Dystrykt Kolumbii.
Wyborcy w Kalifornii wybrali 54 elektorów, aby reprezentowali ich w głosowaniu powszechnym w kolegium elektorskim.
W Kalifornii wygrał urzędujący tandem prezydencki z partii demokratycznej – prezydent Bill Clinton oraz wiceprezydent Al Gore, 51,10% gł. powszechnych. Bob Dole z partii republikańskiej był drugi, 38,21% gł. powszechnych, a trzecie miejsce przypadło reformatorowi Rossowi Perotowi, 6,96% gł. powszechnych.
| 1992← 5 XI 1996 →2000 |                                                                           |                                                                         |                                                                           |
| --- | ------------------------------------------------------------------------- | ----------------------------------------------------------------------- | ------------------------------------------------------------------------- |
| - Kandydat na prezydenta - Partia polityczna - Stan macierzysty - Kand. na wiceprezydenta - Głosy elektorskie - Głosy powszechne - Wyniki procentowe | - Bill Clinton - Demokrata - Arkansas - Al Gore - 54 - 5,119,835 - 51.10% | - Bob Dole - Republikanin - Kansas - Jack Kemp - 0 - 3 828 380 - 38,21% | - Ross Perot - Reformator - Teksas - James Campbell - 0 - 697 847 - 6,96% |